# Kazimierz Michalik (muzyk)
Kazimierz Michalik (ur. 29 kwietnia 1933, zm. 18 lutego 2024) – polski wiolonczelista i pedagog.

## Życiorys
Kształcił się w Państwowej Wyższej Szkole Muzycznej w Katowicach w klasie wiolonczeli pod kierunkiem Józefa Drohomireckiego, jak również w Akademii Sztuk Muzycznych w Pradze pod okiem Karela P. Sádlo i Miloša Sádlo. Michalik podkreślał wkład, jaki wywarła znajomość z Mstisławem Rostropowiczem, Daniiłem Szafranem i André Navarrą na rozwój jego warsztatu muzycznego.
W 1951 r. pełnił obowiązki koncertmistrza wiolonczel w Wielkiej Orkiestrze Symfonicznej Polskiego Radia w Katowicach, następnie od 1965 r. w Orkiestrze Symfonicznej Filharmonii Narodowej w Warszawie. Ponadto występował w zespołach kameralnych, m.in. w Trio Śląskim i Solistach Filharmonii Narodowej, wyjeżdżając z ostatnim z nich w wiele międzynarodowych tras koncertowych oraz realizując liczne nagrania. Podczas solowej kariery grywał m.in. z Janem Krenzem, Zygmuntem Latoszewskim, Václavem Neumannem, Markiem Pijarowskim i Bogusławem Madeyem.
W 1974 r. rozpoczął kształcenie przyszłych muzyków jako profesor w Akademii Muzycznej w Poznaniu, później zaś przeniósł się na Akademię Muzyczną im. Fryderyka Chopina w Warszawie. W stołecznej uczelni był też prorektorem do spraw artystycznych i kierownikiem Katedry Instrumentów Smyczkowych. Nauczał w Akademii Sibeliusa w Helsinkach i Keimyumg University w Daegu w charakterze profesora wizytującego. Prowadził wykłady na kursach mistrzowskich w Polsce, Hiszpanii, Korei, Jugosławii, Finlandii i Niemczech. Wychował liczne grono znaczących wiolonczelistów, wśród których należy wymienić: Andrzeja Bauera, Pawła Frejdlicha, Michała Dmochowskiego, Aleksandra Geberta, Piotra Hausenplasa, Bartosza Koziaka, Piotra Janosika, Stanisława Pokorskiego, Tomasza Strahla i Karola Marianowskiego.
Michalik był współpomysłodawcą Międzynarodowego Konkursu Wiolonczelowego im. Witolda Lutosławskiego w Warszawie, przez wiele lat zasiadał w składzie sędziowskim tych zawodów. Muzyków oceniał również podczas konkursów muzycznych im. Johanna Sebastiana Bacha w Lipsku, im. Piotra Czajkowskiego w Moskwie, Praskiego Jara w Pradze, im. Gaspara Cassadó w Hachioji i w zawodach w Markneukirchen.
W 2007 r. otrzymał Złoty Medal „Zasłużony Kulturze Gloria Artis”. W 2013 r. został uhonorowany Medalem 100-lecia urodzin Witolda Lutosławskiego, aktywnie działając na rzecz upowszechnienia twórczości i wiedzy o kompozytorze. Uroczystość odbyła się w czasie koncertu laureatów IX Konkursu Wiolonczelowego im. Witolda Lutosławskiego w Filharmonii Narodowej.